# جنبش صابرین
جنبش صابرین برای پیروزی فلسطین – حصن (عربی: حرکة الصابرین نصراً لفلسطین - حِصن) به معنای «جنبش صبوران»، یک گروه پیکارجوی فلسطینی بود. این گروه در اوایل سال ۲۰۱۴ پس از اینکه برخی از رهبران جهاد اسلامی فلسطین به اسلام شیعه گرویدند و از رهبری جهاد اسلامی و موضع آنها و همچنین موضع حماس در مورد جنگ داخلی یمن و جنگ داخلی سوریه که به ترتیب از مداخله به رهبری عربستان سعودی و اپوزیسیون سوریه حمایت کرد، ناراضی شدند، تشکیل شد.
در سال ۲۰۱۵، حماس خواستار انحلال این گروه شد و اظهار داشت که «درگیرشدن صابرین علیه مردم غزه بوده است»، حماس همچنین از افراد وابسته به جنبش صابرین، بازجویی کرده است.
در اوایل سال ۲۰۱۸، دولت ترامپ این گروه را بر پایه یک فرمان اجرایی به عنوان یک سازمان تروریستی جهانی تعیین شده تعیین کرد. یک اندیشکده مستقر در واشینگتن به نام انستیتو واشینگتن برای سیاست خاور نزدیک تأکید کرد که با توجه به موضع حماس در مورد سوریه و شکاف مذهبی بین این دو، تشکیل این گروه می‌تواند تلاشی از سوی ایران برای جایگزینی حماس به عنوان نیروی نیابتی خود با صابرین باشد.
در سال ۲۰۱۹، حماس بیش از ۷۰ عضو صابرین را دستگیر و سلاح‌های آنها را مصادره کرد و عملاً به موجودیت این سازمان پایان داد. دلیل چنین اقدامی این بود که حماس می‌خواست صلح با اسرائیل را حفظ کند، در حالی که جنبش صابرین از هرگونه تلاش برای مصالحه امتناع می‌کرد.
در سال ۲۰۲۱، تهران تایمز «ادعا کرد» که هشام سلیم در ایران پناهنده شده‌است، در حالی که اعضای عادی این گروه به گردان‌های قدس یا جنبش مقاومت اسلامی نجباء که خیریه در نوار غزه انجام می‌دهد، پیوستند.

## ایدئولوژی
این جنبش در آغاز ایجاد، خود را یک جریان شیعی معرفی نکرد. دبیرکل آن می‌گوید که نماینده فرقه خاصی نیست و تأکید می‌کند که فرقه گرایی تنها در خدمت منافع دشمنان است. او همچنین این را رد می‌کند که این جنبش فقط متشکل از شیعیان است و اعضای سنی را نمی‌پذیرد.
در ژانویه ۲۰۱۶، هشام سلیم، بنیانگذار جنبش الصابرین، به خبرگزاری فلسطینی معان گفت که این گروه، مانند حزب‌الله ، مستقیماً توسط دولت ایران تأمین مالی می‌شود، اما تأکید کرد که گروه او غیر فرقه ای و غیر مذهبی است و مسلماً یک «جنبش شیعی» نیست.